# NGC 2311
NGC 2311 ist ein offener Sternhaufen vom Typ III2p im Sternbild Monoceros. Der Haufen hat einen Durchmesser von 7 Bogenminuten und eine scheinbaren Helligkeit von 9,6 mag.
Entdeckt wurde das Objekt am 4. März 1783 von William Herschel.